# Štefan Füle
Štefan Füle (Sokolov, 24 mei 1962) is een Tsjechisch politicus en diplomaat.

## Levensloop
Füle studeerde aan de Karelsuniversiteit Praag en het Staatsinstituut voor Internationale Relaties in Moskou. Van 1982 tot 1989 was hij lid van de Communistische Partij van Tsjecho-Slowakije.
Als diplomaat was hij van 1990 tot 1995 vertegenwoordiger van Tsjechië bij de Verenigde Naties in New York.  Hij was ambassadeur in Litouwen en het Verenigd Koninkrijk en permanent vertegenwoordiger voor zijn land bij de NAVO.
In 2009 werd Füle minister van Europese Zaken in het kabinet van toenmalig premier Jan Fischer. Nog datzelfde jaar werd hij namens Tsjechië voorgedragen als Europees commissaris in de commissie-Barroso II. Hij kreeg de verantwoordelijkheid over Uitbreiding. In november 2014 werd Füle als Tsjechisch Eurocommissaris opgevolgd door Věra Jourová, terwijl zijn portefeuille werd overgenomen door Johannes Hahn.

### Persoonlijk
Füle is gehuwd en vader van drie kinderen.
Joaquín Almunia · László Andor · Catherine Ashton · Michel Barnier · José Manuel Barroso · Tonio Borg (vanaf 28 november 2012) · Dacian Cioloş · John Dalli (tot 16 oktober 2012)  · María Damanáki · Jacek Dominik (sinds 16 juli 2014) · Štefan Füle · Karel De Gucht  · Máire Geoghegan-Quinn · Kristalina Georgieva · Johannes Hahn · Connie Hedegaard · Siim Kallas · Jyrki Katainen (sinds 16 juli 2014) · Neelie Kroes · Janusz Lewandowski (tot 1 juli 2014) · Cecilia Malmström · Neven Mimica · Ferdinando Nelli Feroci (sinds 16 juli 2014) · Günther Oettinger · Andris Piebalgs · Janez Potočnik · Viviane Reding (tot 1 juli 2014) · Olli Rehn (tot 1 juli 2014) · Martine Reicherts (sinds 16 juli 2014) · Maroš Šefčovič · Algirdas Šemeta · Antonio Tajani (tot 1 juli 2014) · Androulla Vassiliou
- Gemeinsame Normdatei: 109985914X
- International Standard Name Identifier: 0000 0004 9702 4139
- Library of Congress Control Number: nb2019005703
- Parlement.com: vg09llio1gvn
- Virtual International Authority File: 27146285476215372197